# Emlyn Hughes
Emlyn Walter Hughes, OBE (* 28. August 1947 in Barrow-in-Furness; † 9. November 2004 in Sheffield) war ein englischer Fußballspieler und langjähriger Mannschaftskapitän des in den 1970er-Jahren europaweit erfolgreichen FC Liverpool.

## Sportliche Laufbahn

### Von Blackpool nach Liverpool
Der Sohn des walisischen Rugbyspielers Frederick Hughes begann seine fußballerische Laufbahn als Mittelfeldspieler beim heimischen Verein FC Barrow, bevor er sich dem FC Blackpool anschloss, der zu dieser Zeit in der höchsten englischen Spielklasse agierte. An der Seite der späteren Weltmeister Jimmy Armfield und Alan Ball kam Hughes 1964 zu seinem Einstand, absolvierte aber bis 1967 nur insgesamt 28 Spiele für die „Tangerines“. Im Februar des zuletzt genannten Jahres verpflichtete ihn Bill Shankly für 65.000 Pfund und der Legende nach wurde Shankly während der Fahrt von Blackpool nach Liverpool von der Polizei angehalten, der dann dem Schutzmann schlicht entgegnete: „Weißt du nicht, wer in diesem Auto sitzt? Der angehende Kapitän der englischen Nationalmannschaft!“
Am 4. März 1967 debütierte Hughes bei einem 2:1-Heimsieg gegen Stoke City und ließ beim 6:0-Erfolg gegen Newcastle United am 26. August desselben Jahres in Anfield sein erstes Tor folgen. Er eroberte sich vorübergehend im Mittelfeld einen Stammplatz und erhielt nach einem schweren Tackling gegen den Flügelspieler Albert Bennett von Newcastle United den Spitznamen „Crazy Horse“. Während der ersten vier Spielzeiten beim FC Liverpool gewann Hughes noch keinen Titel, aber die beständig guten Leistungen des jungen Talents ließen das künftige Potential als Führungsspieler aufscheinen, auf das Shankly schon bald zurückgreifen sollte. Hughes zeichnete sich zudem durch vielseitige Einsatzmöglichkeiten aus und neben Partien als Innenverteidiger kam er als linker Außenverteidiger sogar 1969 bis in die von Alf Ramsey trainierte englische Nationalmannschaft. Am 5. November 1969 bestritt Hughes in Amsterdam gegen die Niederlande sein erstes Länderspiel für England und war dort mit 1:0 siegreich. Auch im nächsten Spiel bekleidete Hughes die Linksverteidigerposition und schoss beim 3:0-Sieg im Ninian Park in der British Home Championship gegen Wales sein erstes Tor im Dress der „Three Lions“.

### 1970: ein richtungsweisendes Jahr
Das Jahr 1970 sollte einen entscheidenden Meilenstein in Karriere von Emlyn Hughes markieren. Nachdem der FC Liverpool eine enttäuschende Niederlage im FA-Cup-Viertelfinale gegen den Außenseiter FC Watford hatte hinnehmen müssen, entschied sich Trainer Shankly dafür, einen Großteil seiner in die Jahre gekommenen Spieler, die zuvor zwei Meisterschaften und einen FA Cup für den Klub gewonnen sowie ein Finale im Europapokal der Pokalsieger erreicht hatten, auszusortieren. Der immer noch keine 23 Jahre alte Hughes war – wie auch Ian Callaghan und Tommy Smith – Profiteur dieser Maßnahme und gemeinsam mit einer Reihe junger Spieler begründete er ein neues Team, das in den 1970er-Jahren noch europaweit für Furore sorgen sollte.
Zwischenzeitlich war das englische Nationalteam als Titelverteidiger in Richtung Mexiko geflogen und Hughes sollte als mittlerweile sechsfacher englischer Auswahlspieler von Ramsey in den provisorischen 27-Mann-Kader berufen werden, der sich in Südamerika zum Zwecke der Akklimatisierung zu Freundschaftsspielen gegen Kolumbien und Ecuador eingefunden hatte. Hughes kam jedoch in beiden Spielen nicht zum Zuge, wurde dann aber dennoch als jüngstes Mitglied – und einziger Liverpool-Spieler – in den endgültigen Kader nominiert. Im Turnier selbst war er aber gemeinsam mit Nobby Stiles der einzige Feldspieler, der in keiner englischen Partie – bis hin zum Viertelfinalaus gegen Deutschland – eingesetzt wurde. Vor allem die Auswechslungen von Bobby Charlton und Martin Peters in der zweiten Spielhälfte des Deutschland-Spiels sorgten für kontroverse Diskussionen in der englischen Öffentlichkeit, zumal auf der linken Verteidigerposition Terry Cooper 120 Minuten absolvierte und durch seine erkennbare Erschöpfung Anlass zu einem Austausch mit Hughes gegeben hatte. Dieser sollte schließlich dann auch in keinem Weltmeisterschaftsendrundenspiel mehr die Gelegenheit zu seinem Einstand bekommen.

### Die 1970er-Jahre
Während die Nationalmannschaftskarriere von Emlyn Hughes künftig stagnierte, setzte die Vereinskarriere nach der Jahrzehntenwende zu einem Höhenflug an, der mit dem FA-Cup-Finaleinzug gegen den FC Arsenal den ersten Teilerfolg fand. Dort unterlag der FC Liverpool mit 1:2 nach Verlängerung und konnte damit das Double des Gegners nicht verhindern. Hughes entwickelte sich auf der defensiven Mittelfeldposition immer mehr zu einem zentralen Spieler innerhalb der Mannschaft, der sich sowohl mit einem hohen Laufpensum als auch durch häufige Diskussionen mit dem Schiedsrichter für sein Team einbrachte. Die fußballerischen Fähigkeiten blieben bei Anhängern und Kritikern umstritten; während einige Experten Hughes als einen hervorragenden Spieler bezeichneten, nannten andere ihn einen „guten Spieler in einem großartigen Team“. Für England kam Hughes regelmäßig in der Ramsey-Elf als Außenverteidiger zum Einsatz. Er agierte dabei auch in den Spielen zur Fußball-Europameisterschaft im Jahre 1972 und stand bei der Viertelfinalniederlage gegen Deutschland sowohl im Hin- als auch im Rückspiel auf dem Platz.
Im Jahre 1973 gewann Hughes mit dem FC Liverpool seine erste englische Meisterschaft und kam auch im UEFA-Pokal zu seinem ersten europäischen Erfolg. In der internen Rangordnung stieg Hughes in der Folgezeit weiter auf, vor allem nachdem er bei einem Derbysieg gegen den FC Everton im Goodison Park beide Treffer erzielt und Tommy Smith als Mannschaftskapitän abgelöst hatte. Tommy Smith hatte sich zuvor öffentlich mit Shankly überworfen und wurde von seinem Trainer mit dem Entzug der Kapitänsbinde abgestraft. Dennoch blieb Smith weiter Bestandteil der Mannschaft und obwohl sich auch die Stimmung zwischen Smith und Hughes deutlich verschlechterte, wirkte sich dies nicht nachhaltig auf die fußballerische Leistung aus.
In umgekehrtem Maße, wie sich die Vereinskarriere von Hughes auf einer Höchstmarke befand, fand die Nationalmannschaftslaufbahn einen neuen Tiefpunkt, als Ramsey im Oktober 1973 als linker Verteidiger zu einem wichtigen WM-Qualifikationsspiel gegen Polen im Wembley-Stadion antrat. In einer Partie, die England unbedingt gewinnen musste, um nicht seine Teilnahme an der Endrunde in Deutschland zu verspielen, dominierte das englische Team zwar, scheiterte in seinen Angriffsbemühungen jedoch stets an dem gegnerischen Torhüter Jan Tomaszewski. In der zweiten Spielhälfte konnte auch ein Abwehrversuch von Hughes per Grätsche den Treffer von Jan Domarski von der Strafraumgrenze nicht verhindern. England gelang zwar noch über Allan Clarke per Elfmeter der Ausgleich zum 1:1, aber das entscheidende Siegtor sollte ausbleiben. In der Öffentlichkeit war die Abwehraktion von Hughes anschließend Gegenstand kritischer Betrachtungen, die aber angesichts des vorherigen Ballverlusts von Norman Hunter und des für Peter Shilton nicht unhaltbar erscheinenden Torschusses in den Hintergrund traten. Sechs Monate später sollte Ramsey von seinem Amt des englischen Nationaltrainers enthoben werden.
Zum Ende der Saison 1973/74 erweiterte Hughes seine Trophäenkollektion im Vereinsfußball und nahm nach dem 3:0-Finalsieg gegen Newcastle United aus den Händen von Prinzessin Anne den FA Cup entgegen. In der englischen Nationalmannschaft stieg Hughes unter Interimstrainer Joe Mercer zum neuen Kapitän – und damit Nachfolger von Bobby Moore - auf und führte sein Team am 11. Mai 1974 in Cardiff gegen Wales zu einem 2:0-Sieg. Bevor schließlich Don Revie zum neuen Nationaltrainer ernannt wurde, hatte Hughes in allen sieben Übergangspartien die Mannschaftsführerbinde getragen. Dennoch entschied sich Revie schließlich nach den ersten beiden EM-Qualifikationsspielen dazu, Hughes aus dem Team zu nehmen und das Kapitänsamt an Alan Ball weiterzugeben. Im Jahre 1975 sollte er somit nur zu zwei Länderspielen für England kommen. Im Gegensatz zu seinen schwindenden Chancen in der englischen Elf war Hughes in Liverpool eine beständige und erfolgreiche Führungsfigur bei den nun von Bob Paisley trainierten „Reds“. Einem titellosen Jahr 1975 folgte schließlich ein Jahr später ein weiteres Double aus englischer Meisterschaft und UEFA-Pokal. Dennoch sollte sich erst die anschließende Saison 1976/77 zum Höhepunkt in der Laufbahn von Emlyn Hughes entwickeln.
Im zweiten Qualifikationsspiel zur WM 1978 in Argentinien kehrte Hughes in die englische Mannschaft zurück, wobei das Kapitänsamt mittlerweile von dessen Mannschaftskameraden Kevin Keegan ausgeübt wurde - diese Rollenverteilung wirkte dabei etwas eigenartig, da sich Keegan beim FC Liverpool wiederum seinem Kapitän Hughes unterordnete. Hughes agierte nunmehr als Innenverteidiger in einer Nationalelf, die an einem weiteren Tiefpunkt angelangt war und sich vor allem in taktischer Hinsicht mit einer 0:2-Niederlage gegen Italien schwach präsentierte. Als Hughes auf dem Weg zu einem Triple aus englischer Meisterschaft, FA Cup und europäischem Landesmeisterpokal befand, setzte Revie auch 1977 wieder verstärkt auf seinen vormals aussortierten Akteur. Im Vereinsfußball verpasste Hughes nach gewonnenem Meistertitel durch die Niederlage im FA-Cup-Endspiel gegen Manchester United zunächst den möglichen Dreifacherfolg. Vier Tage später aber sicherte Hughes durch einen 3:1-Sieg gegen Borussia Mönchengladbach in Rom den Gewinn des Europapokals der Landesmeister. Am Ende der Saison erhielt Hughes schließlich von der Fußballjournalisitenvereinigung die Auszeichnung zu Englands Fußballer des Jahres.
Aufgrund der Abwesenheit von Keegan erhielt Hughes in einem Länderspiel gegen Schottland von Revie das Kapitänsamt zurück. Es folgte eine Tournee der Nationalelf durch Südamerika und nachdem sich dort die Anzeichen über einen bevorstehenden Rücktritt Revies verdichteten, erhielt Hughes von dem Nachfolger Ron Greenwood dauerhaft die Mannschaftsführerrolle zurück. Im entscheidenden WM-Qualifikationsduell gegen Italien kam das neu formierte englische Team zwar am 16. November 1977 zu einem 2:0-Sieg, der aber für die Endrundenteilnahme in Argentinien nicht ausreichen sollte.
Im Jahre 1978 verlor Hughes das Finale im Ligapokal, nachdem er mit dem FC Liverpool Nottingham Forest im Wiederholungsspiel unterlegen gewesen war. Der von Brian Clough betreute Gegner aus Nottingham wurde auch zum neuen englischen Meister gekürt, aber auf europäischer Ebene konnte Hughes mit einem 1:0-Finalsieg gegen den FC Brügge in Wembley die Titelverteidigung im europäischen Landesmeisterwettbewerb feiern. Der Stammplatz von Hughes war jedoch mittlerweile durch den talentierten jungen Schotten Alan Hansen, der in der Spielzeit zuvor für 100.000 Pfund von Partick Thistle verpflichtet worden war, ernsthaft bedroht und die 16 Ligaeinsätze von Hughes in der Saison 1978/79 genügten gerade noch für die offizielle Medaille. Paisley signalisierte Hughes daraufhin seine Bereitschaft für einen Transfer und ließ seinen ehemaligen Führungsspieler im August 1979 für 90.000 Pfund zu den Wolverhampton Wanderers wechseln. Bezogen auf alle Pflichtspiele hatte Hughes insgesamt 665 Partien für den FC Liverpool absolviert und dabei 49 Tore geschossen. Seine bis dahin 59 Einsätze für England bedeuteten lange einen Rekord für die meisten Länderspiele eines Liverpool-Spielers, bis dann mehr als zehn Jahre später der walisische Stürmer Ian Rush diese Bestmarke übertraf.

### Der Ausklang der Fußballerkarriere
Am 22. August 1979 gab Hughes für die Wolves im Baseball Ground seinen Einstand und war gegen Derby County mit 1:0 siegreich. Bereits in dem ersten Jahr für seinen neuen Verein gewann Hughes den Ligapokal und komplettierte damit seine Trophäensammlung um den einzigen heimischen Titel, den er mit Liverpool nicht hatte gewinnen können. Der Finalsieg gegen das nun auch in Europa dominierende Nottingham Forest war im Wembley-Stadion dabei eine große Überraschung. Persönliche Auszeichnungen folgten mit der Ernennung zum Officer of the British Empire und einem Tribut in der bekannten TV-Sendung „This Is Your Life“.
In der englischen Nationalmannschaft kam Hughes auch nach seinem Weggang aus Liverpool zu sporadischen Einsätzen in der Qualifikation zur EM 1980 in Italien. Ein letztes Mal führte er 1980 sein Team als Mannschaftskapitän in einem Spiel der British Home Championship gegen Nordirland (1:1) in Wembley an. Sein 62. Länderspiel gegen Schottland in der anschließenden Partie als Einwechselspieler sollte jedoch sein letztes sein.
Greenwood nominierte Hughes zwar für den Kader für die EM-Endrunde in Italien. Dieser kam jedoch in keiner Partie zum Einsatz und der Routinier Hughes sollte vielmehr als Absicherung im Falle von Verletzungsproblemen dienen - England schied bereits nach den Gruppenspielen aus dem Turnier aus. Hughes galt mit seinen 62 Länderspielen für England somit als der erfahrenste Nationalspieler in der Geschichte der „Three Lions“, der zu keinem Einsatz in einem großen Turnier kam. Auf der anderen Seite erstreckte sich seine Laufbahn in der englischen Auswahl über drei Jahrzehnte, was zuvor nur Jesse Pennington, Stanley Matthews und Bobby Charlton gelungen war.
Im Jahre 1981 verließ Hughes die Wolverhampton Wanderers und schloss sich Rotherham United als Spielertrainer an. Danach spielte er kurzzeitig für Hull City, wo er später noch einen Direktorposten im Verein bekleidete. Kurzzeitig stand er 1983 bei Mansfield Town unter Vertrag, machte dort jedoch nicht ein einziges Spiel. Die aktive Karriere fand schließlich ein Jahr später bei Swansea City ihren Ausklang.

## Nach der aktiven Laufbahn
Nach seiner Abkehr vom aktiven Sport entwickelte Hughes eine erfolgreiche Fernsehkarriere. Im Jahre 1984 wurde er Kapitän einer Sportquiz-Sendung der BBC mit dem Namen „A Question of Sport“, die seit 1970 mit großem Erfolg in Großbritannien läuft und in der er gegen den ehemaligen englischen Rugbykapitän Bill Beaumont antrat. In die nationale Aufmerksamkeit katapultierte er sich dabei vor allem, als er während einer Sendung den auf einem Foto mit Schlamm überdeckten Jockey John Reid mit Prinzessin Anne verwechselte. In der gleichen Show stellte die Königintochter schließlich klar, dass sie sich von der Verwechslung nicht beleidigt fühlte, und trat sogar in dem von Hughes angeführten Team an. Dennoch führte das Verhalten von Hughes auch während dieser Sendung zu einer kleineren Debatte, da er den Arm um die Prinzessin legte und sie stetig mit „Ma'am“ ansprach. Später sollte sich Hughes noch in dem von Prinz Edward initiierten TV-Event „It's a Royal Knockout“ der Mannschaft von Prinzessin Anne anschließen.
Teil der Zusammenarbeit von Hughes mit der BBC war auch eine Tätigkeit als Fußballexperte im Radio. Gemeinsam mit Peter Jones kommentierte er dabei 1985 die Ereignisse der Heysel-Katastrophe mit den Worten: „Der Fußball ist gestorben und die Hooligans haben gewonnen“. Nachdem er die WM 1986 in Mexiko als BBC-Reporter begleitet hatte, beendete er ein Jahr später mit dem Rückzug von „A Question of Sport“ seine Tätigkeit für die BBC und schloss sich dem TV-Sender ITV an. Dort führte er ein Team in der Sendung „Sporting Triangles“, die jedoch ohne Erfolg lief. Zu späten Fußballerehren kam Hughes dann als „Neuzugang“ der fiktiven Mannschaft Melchester Rovers in der bekannten Comic-Serie „Roy of the Rovers“. Darüber hinaus schrieb er eine Kolumne für die Teenager-Fußballzeitschrift „Match“.

## Die letzten Jahre

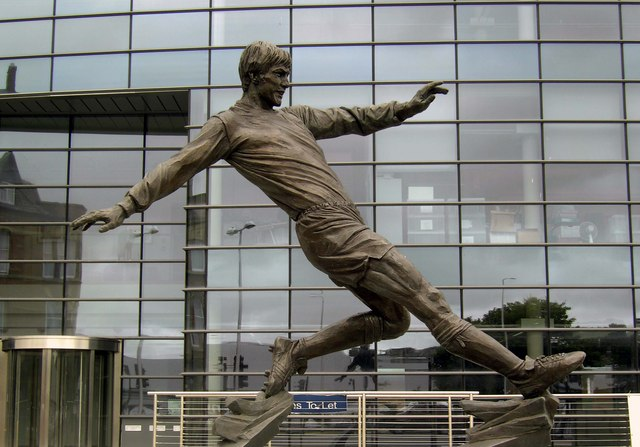
Denkmal in Barrow-in-Furness

Später zog sich Hughes weitestgehend aus dem Licht der Öffentlichkeit zurück und nahm nur noch gelegentliche Aufgaben - vorzugsweise als Festredner - wahr. Im Jahre 1995 wurde er Schirmherr der in Sheffield ansässigen Wohltätigkeitsorganisation F.A.B.L.E. („For A Better Life with Epilepsy“), die sich für Epileptiker einsetzt.
Im Jahre 2003 wurde verkündet, dass Hughes an einem Hirntumor erkrankt war und dass dieser sich einer Operation unterziehen musste. Hughes starb am 9. November 2004 im Alter von 57 Jahren in seinem Haus in Sheffield an der Krebserkrankung. Beim anschließenden Ligapokalspiel des FC Liverpool gegen den FC Middlesbrough gedachten beide Teams des ehemaligen Liverpooler Kapitäns mit einer Gedenkminute. Die Trauerfeier fand in der Kathedrale von Sheffield statt.

## Erfolge
- Europapokalsieger der Landesmeister: 1977, 1978
- UEFA-Pokal-Sieger: 1973, 1976
- UEFA-Super-Cup-Gewinner: 1977
- Englischer Meister: 1973, 1976, 1977, 1979
- FA-Cup-Sieger: 1974
- Englischer Ligapokalgewinner: 1980
- Charity-Shield-Gewinner: 1974, 1976, 1977
- Englands Fußballer des Jahres („Football Writers’ Association Footballer of the Year“): 1977

## Dies und Das
- Bis zum heutigen Tage genießt Hughes bei den Anhängern des FC Liverpool große Wertschätzung. In einer jüngst veröffentlichten Umfrage zu den besten Liverpool-Spielern aller Zeiten („100 Players Who Shook The Kop“) belegte er den zehnten Platz.
- Hughes wurde unter anderem das Heimcomputer-Spiel „Emlyn Hughes International Soccer“ (1988) für den C-64 gewidmet.